# Doumanaba
Doumanaba es una comuna o municipio del círculo de Sikasso de la región de Sikasso, en Malí. 
Se encuentra ubicada al suroeste del país, cerca del río Níger, al sureste de la capital nacional, Bamako, y cerca de la frontera con Burkina Faso y Costa de Marfil.

## Demografía
Según los datos del censo de 1998, contaba con 10582 residentes.En abril de 2009 tenía una población censada de 13 862 habitantes,siendo 6565 hombres y 7297 mujeres.